# 米尔地区圣法伊特
米尔地区圣法伊特是奥地利上奥地利州罗尔巴赫县的一个市镇。总面积16平方公里，总人口1171人，人口密度73.2人/平方公里（2005年）。